# Mosquée de Daowai
La mosquée de Daowai (chinois : 道外清真寺 ; pinyin : dàowài qīngzhēnsì) est une mosquée sunnite située dans le district de Daowai, à Harbin, capitale de la province du Heilongjiang. Elle fut construite en 1897, sous la dynastie Qing.